# جيرالد ديفيس
جيرالد ديفيس (بالإنجليزية: Gerald Davis)‏ هو سياسي أمريكي، ولد في 1936. حزبياً، نشط في الحزب الجمهوري. وقد انتخب عضو مجلس نواب مين وانتخب عضو مجلس ولاية مين.